# Большие Токташи
Больши́е Токта́ши (чув. Мӑн Тукташ) — деревня в Аликовском муниципальном округе Чувашской Республики. Входила в состав Раскильдинского сельского поселения до его упразднения в 2022 году.

## Общие сведения о деревне
В настоящее время деревня в основном газифицирована. В селении работает литературный дом-музей имени писателя И. С. Тукташа.

### География
Большие Токташи расположены юго-западнее административного центра Аликовского района на 11 км. Рядом с деревней протекает речка Хирлеп.

### Климат
Климат умеренно континентальный с продолжительной холодной зимой и тёплым летом. Средняя температура января −12,9 °C, июля 18,3 °C, абсолютный минимум достигал −44 °C, абсолютный максимум 37 °C. За год в среднем выпадает до 552 мм осадков.

### Демография
Население — 200 человек (2015 г.), из них большинство женщины.

## История
До 7 августа 1920 года деревня входила в Атикассинскую волость Курмышского, затем Ядринского уезда.
С 1917 по 1927 годы входила в Аликовскую волость Ядринского уезда. 1 ноября 1927 года вошла в Аликовский район, а 20 декабря 1962 года включена в Шумерлинский район. С 14 марта 1965 года — снова в Аликовском районе.

## Люди, связанные с Большими Токташами
- Иванов, Николай Сергеевич — заслуженный артист Российской Федерации.
- Малов, Аркадий Васильевич — чувашский поэт, переводчик.
- Михайлов, Лазарь Андреевич — кандидат технических наук
- Сереп, Анатолий Трофимович — чувашский поэт, прозаик.
- Тукташ, Илья Семёнович — чувашский поэт, писатель, фольклорист.
- Пилеш, Герасим Дмитриевич — чувашский писатель, драматург, поэт, скульптор, график.